# Mussaenda bityensis
Espèce
Mussaenda bityensis Wernham est une espèce de plantes tropicales de la famille des Rubiaceae et du genre Mussaenda, endémique du Cameroun.

## Description
C'est une liane.

## Distribution
Endémique du Cameroun, très rare, elle n'est connue qu'à travers la récolte de George Latimer Bates en 1919, à Bitye – d'où elle tient son épithète spécifique bityensis – dans la Région du Sud